# Parlamentsvalet i Kroatien 2015
Parlamentsvalet i Kroatien 2015 ägde rum söndagen den 8 november 2015. I det allmänna valet utsågs 151 ledamöter av Kroatiens parlament för mandatperioden 2015–2019. Parlamentsvalet var det åttonde i ordningen sedan flerpartival år 1990 återinförts i Kroatien. 
I valet utmanades den regerande center–vänster-koalitionen Kroatien växer (2011–2015 kallad Kuckeliku-koalitionen) ledd av socialdemokraten Zoran Milanović om regeringsmakten. Den främsta opponenten och utmanaren om regeringsmakten var Patriotiska koalitionen som leddes av Tomislav Karamarko, den dåvarande partiledaren för det största oppositionella partiet och tillika center–höger-koalitionens största parti – Kroatiska demokratiska unionen.   

## Valresultat
| Antal procent av rösterna | Antal procent av rösterna | Antal procent av rösterna | Antal procent av rösterna | Antal procent av rösterna |
| ------------------------- | ------------------------- | ------------------------- | ------------------------- | ------------------------- |
|                           |                           |                           |                           |                           |
|                           |                           |                           |                           |                           |
| Patriotiska koalitionen   | Patriotiska koalitionen   |                           | 34.0%                     | 34.0%                     |
| Kroatien växer            | Kroatien växer            |                           | 33.8%                     | 33.8%                     |
| Oberoende listornas bro   | Oberoende listornas bro   |                           | 13.8%                     | 13.8%                     |
| Levande vägg              | Levande vägg              |                           | 4.3%                      | 4.3%                      |
| Bandić 365                | Bandić 365                |                           | 3.4%                      | 3.4%                      |
| IDS & allierade           | IDS & allierade           |                           | 1.9%                      | 1.9%                      |
| ORaH                      | ORaH                      |                           | 1.8%                      | 1.8%                      |
| Framgångsrikt Kroatien    | Framgångsrikt Kroatien    |                           | 1.6%                      | 1.6%                      |
| HDSSB                     | HDSSB                     |                           | 1.4%                      | 1.4%                      |
| I familjens namn          | I familjens namn          |                           | 1.1%                      | 1.1%                      |
| Övriga                    | Övriga                    |                           | 3.0%                      | 3.0%                      |

## Regeringsbildning
Parlamentsvalet i Kroatien år 2015 var det ditintills jämnaste i landets historia sedan flerpartival återinförts år 1990. Patriotiska koalitionen (center–höger-koalitionen) vann med knapp marginal över Kroatien växer (center–vänster-koalitionen). Då ingen av de två stora koalitionerna fick egen majoritet sökte de stöd hos valets överraskning, det reformistiska partiet Oberoende listornas bro som med 13,8 % av rösterna blev landets tredje största parti med vågmästarroll. Efter de ditinills längsta regeringsförhandlingarna i landets moderna historia kunde Patriotiska koalitionen och Oberoende listornas bro 76 dagar efter valet enas om att bilda regering. Regeringen Tihomir Orešković tillträdde den 22 januari 2016. Den nya regeringen skulle dock komma att präglas av samarbetssvårigheter, inte minst mellan de två ställföreträdande premiärministrarna och partiledarna Karamarko och Petrov. Konflikten utmynnade i en misstroendeomröstning i parlamentet mot premiärministern Orešković som inte fick det stöd han hoppats på. Resultatet blev att regeringen avgick och nyval utlystes till söndagen den 11 september 2016.      